# Polyporoletus sublividus
Polyporoletus sublividus är en svampart som beskrevs av Snell 1936. Polyporoletus sublividus ingår i släktet Polyporoletus och familjen Albatrellaceae.   Inga underarter finns listade i Catalogue of Life.